# Teodor Jerzy Kiersnowski
Teodor Jerzy Kiersnowski herbu Pobóg – podsędek starodubowski w latach 1670-1686, podstoli nowogrodzkosiewierski już w 1664 roku, cześnik starodubowski w latach 1653-1662, pisarz grodzki starodubowski w latach 1648-1671.
Poseł sejmiku starodubowskiego na sejm 1664/1665 roku.